# Țibănești
Țibănești is een Roemeense gemeente in het district Iași.
Țibănești telt 8003 inwoners.